# Luftnachrichtenabteilung 350
Die Luftnachrichtenabteilung 350 (OKL/Ln Abt 350, kurz Ln/350) war gegen Ende des Zweiten Weltkriegs eine Abteilung der deutschen Luftnachrichtentruppe, die sich mit der Entzifferung des gegnerischen Nachrichtenverkehrs befasste. Sie unterstand dem Oberkommando der Luftwaffe (OKL) beziehungsweise dessen Oberbefehlshaber (ObdL).

## Aufgaben
Sie entstand im Zuge einer im November 1944 durchgeführten Umorganisation durch Umbenennung der vorherigen Chiffrierstelle der Luftwaffe (Chi‑Stelle), auch bezeichnet als OKL/Chi, in Luftnachrichtenabteilung 350. Während die meisten der etwa hundert übrigen Luftnachrichtenabteilungen für die Erstellung und den Betrieb von Fernmeldeverbindungen oder die Luftraumüberwachung zuständig waren, war Hauptaufgabe von Ln/350 die Fernmeldeaufklärung. Dazu gehörte vor allem die Kryptanalyse des zumeist verschlüsselten feindlichen Funkverkehrs sowie nach Möglichkeit der Bruch und die Auswertung der mithilfe von Funkabhörstationen erfassten gegnerischen Funksprüche.